# Línia ferroviària Pau-Canfranc

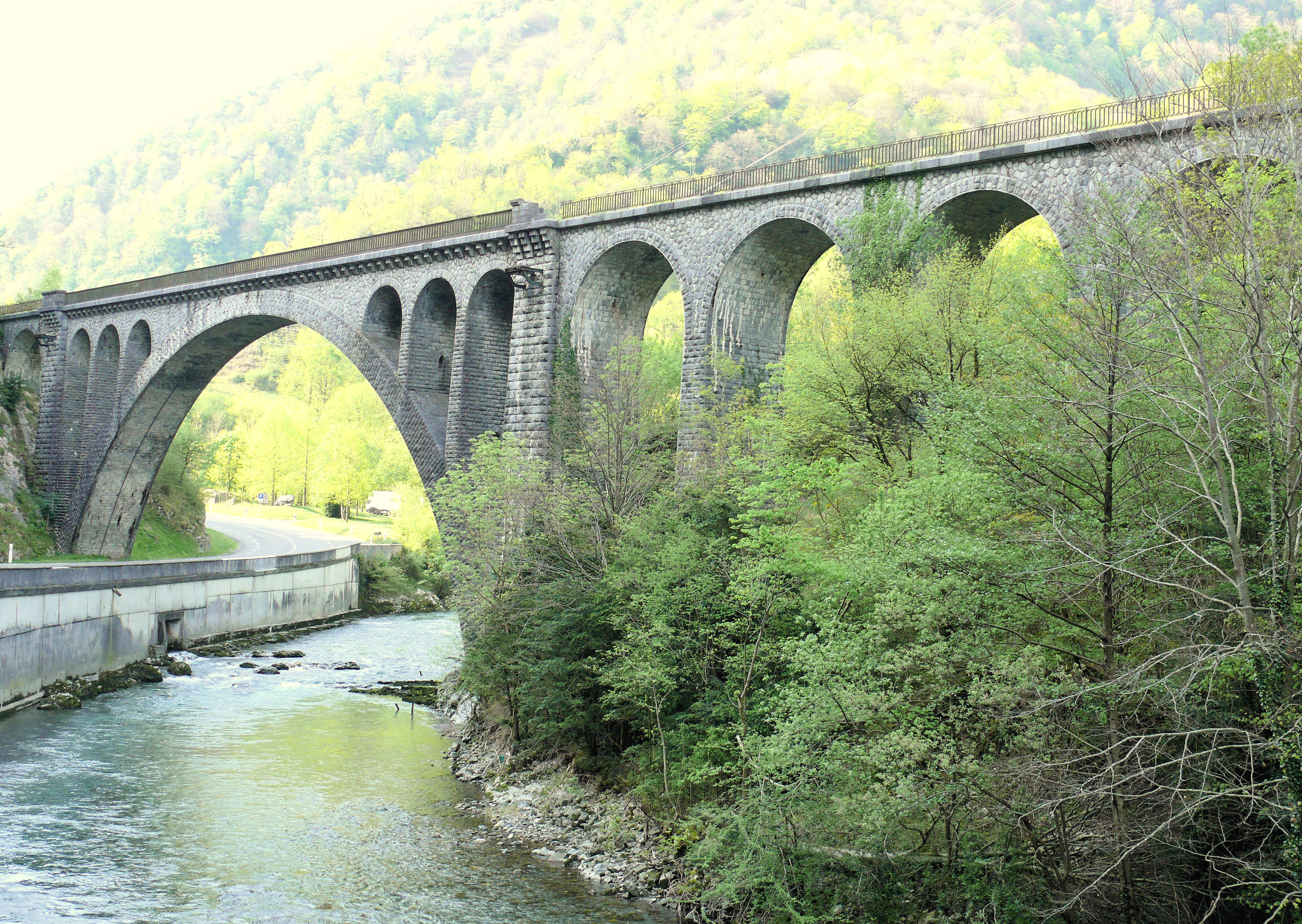
Viaducte d'Escot

La línia ferroviària Pau-Canfranc fou un dels quatre enllaços ferroviaris que varen ser construïts entre França i Espanya que travessa els Pirineus. La major part de la ruta transcorre paral·lela a la carretera N134. El punt més alt en la ruta és al túnel de Somport (1212 metres), i el punt més baix a Pau (178 metres). Des del 27 de març del 1970, la línia ja no està operativa, per culpa d'un accident ambulance un tren de mercaderies.

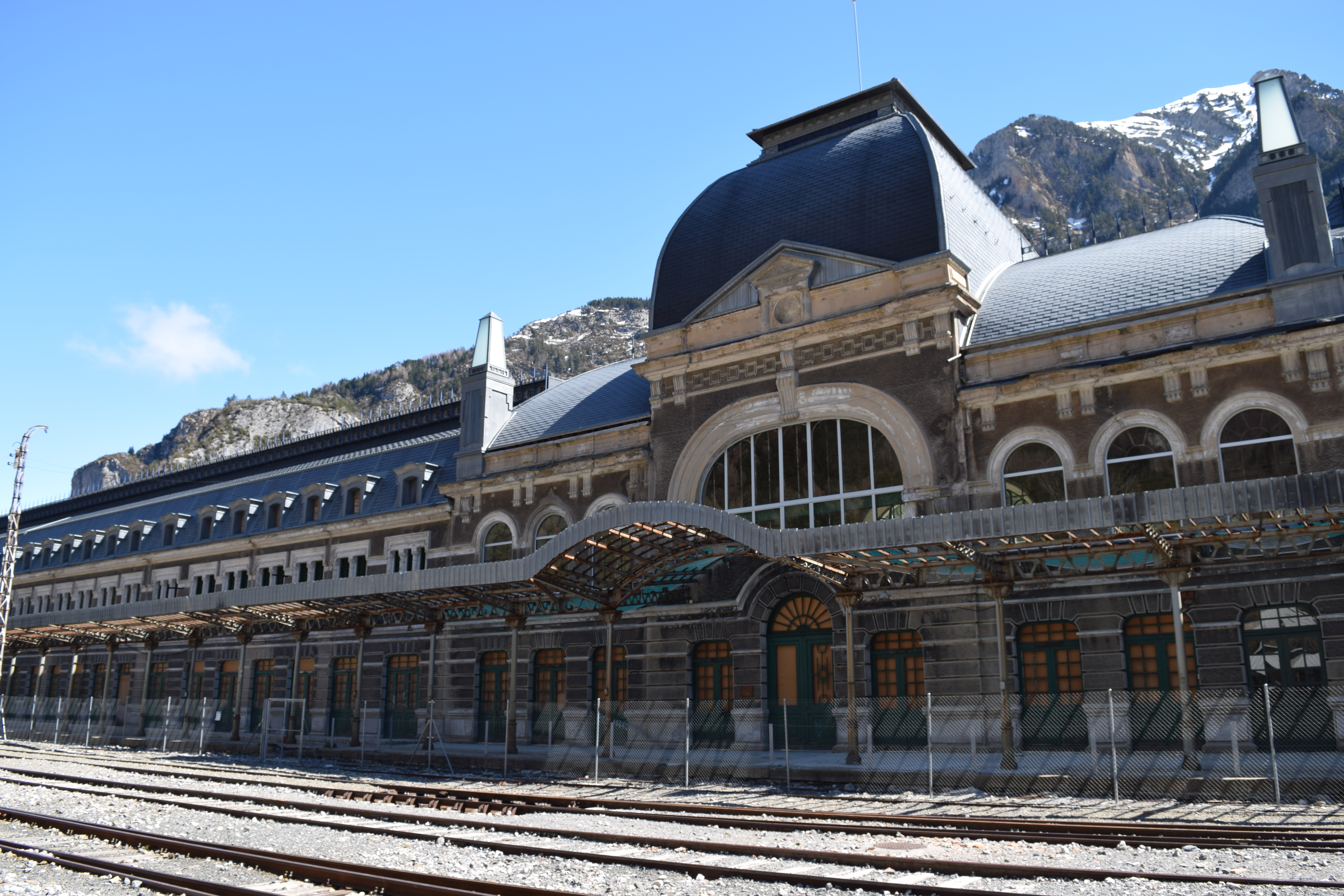
Estació Internacional de Canfranc

## Història
Els plans per la construcció de la línia no comencen fins a l'any 1853. Originàriament dissenyat per fer d'enllaç ferroviari entre París i Madrid, va ser la Companyia de ferrocarril de Midi (Companyia de camins de ferro (ferrocarril) del Migdia) l'encarregat de construir-la. La construcció de tot el recorregut (també a la part d'Espanya) va durar des del 1902 fins al 1927, tot i que tot el tram espanyol no va estar llest fins al 1922: les obres a l'estació fronterera es varen perllongar fins al 1927. El túnel que uneix França i Espanya, de vuit quilòmetres de longitud, es va començar a construir 1908, i fins al 1918 no se'n va acabar la construcció. L'estació internacional va ser construïda al costat espanyol, ja que al costat francès no hi havia espai suficient. La línia francesa va ser electrificada perquè l'electricitat era més barata, obtinguda a partir de les centrals hidroelèctriques de la zona. Va ser inaugurada fins a l'11 de juliol de 1928, pel rei espanyol Alfons xiii i el president francès Gaston Doumergue. A partir del 18 de juliol de 1928 varen començar a circular els primers trens entre Pau i Saragossa un línia de 311 quilòmetres. L'any 1929, el primer any de funcionament, 50.000 tones de mercaderies hi van trevessar la frontera.
Des del 27 de març del 1970, la línia ja no està operativa, per mor d'un accident provocat per un tren de mercaderies que va enfonsar el Pont de l'Estanguet a Bedós. La SNCF va aprofitar per a tancar la línia; actualment aquest tram es cobreix amb una línia d'autobús.

## Reobertura progressiva
Des del tancament de la línia als anys 1970, quan el transport ferroviari va conèixer hores baixes arreu a Europa per la concurrència del transport per carretera, a ambdós costats de la frontera, la població es va mobilitzar per reobrir i modernitzar la línia. El març de 1993, del costat aragonès es va crear la Coordinadora per la reobertura del ferrocarril Canfranc-Auloron (CREFCO), un consorci de set associacions sindicalistes, ecologistes i d'aficionats del derrocarril. Quan a França se'n van recuperar el tram d'Auloron a Bedós, el govern aragonès va dir que el tram aragonès que passa pel Túnel de Somport no es reobrirà fins a l'any 2020. A l'ocasió d'una diada reïvindicativa, la gent de la zona esperava que la línia es reobrís el 2024, però aquesta prévisió va ser massa optimista. El 2024 la SNCF francesa va llançar una enquesta pública en la qual preveu una reobertura el 2032.

### El tram entre Auloron i Bedós
El 2015, el tram entre Auloron i Bedós es va reconstruir gràcies al Govern d'Aquitània. El 26 de juliol de 2016 aquest tram de 25 km es va reestrenar. Hi corren els trens de la línia regional TER55.  El febrer 2022 aquest tram es va tancar després d'una esllavissada al pont de Sarrança. El juliol 2022 el trànsit va ser restaurat.

## Galeria

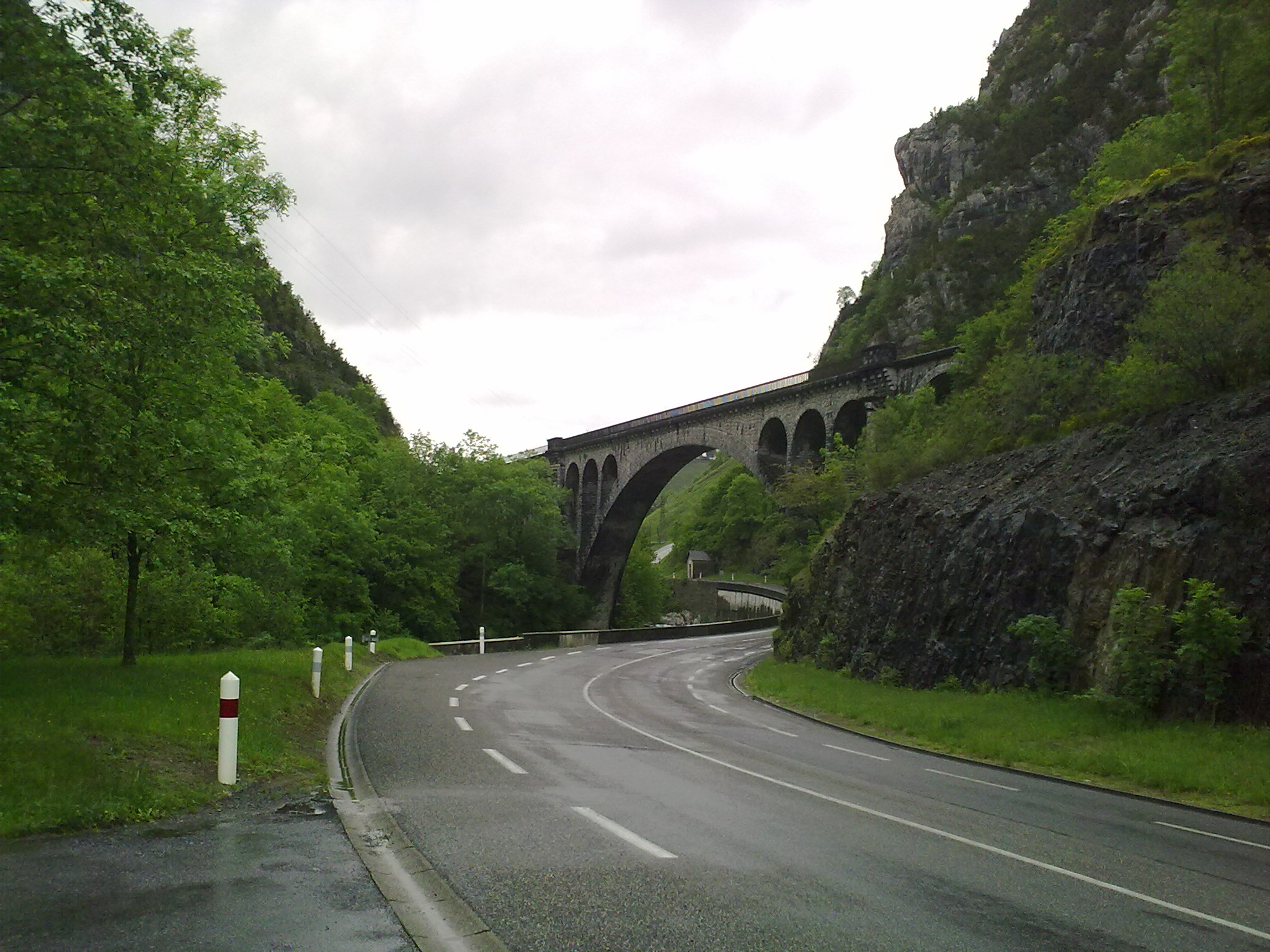
Viaducte d'Escot
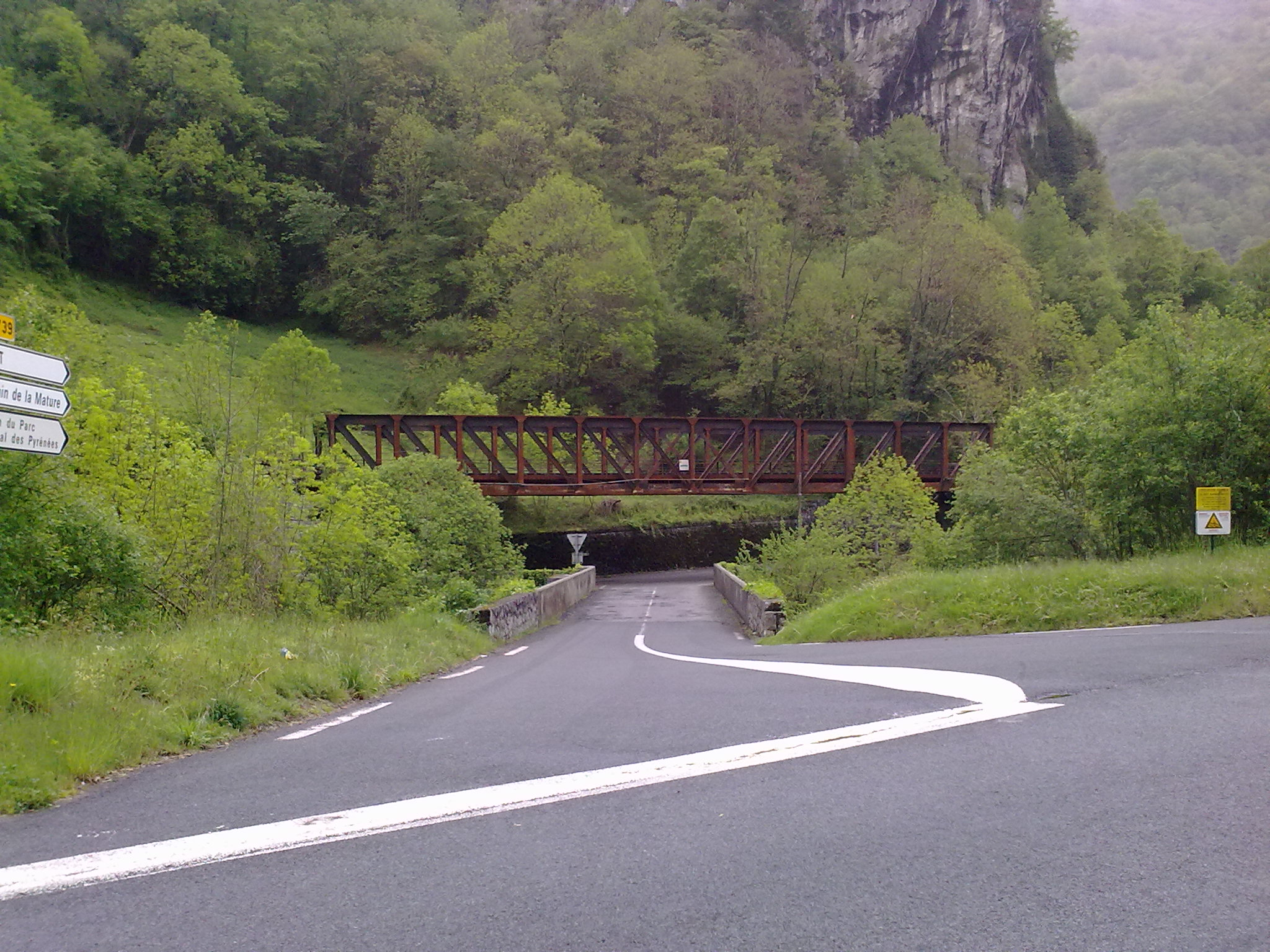
Pont de la línia
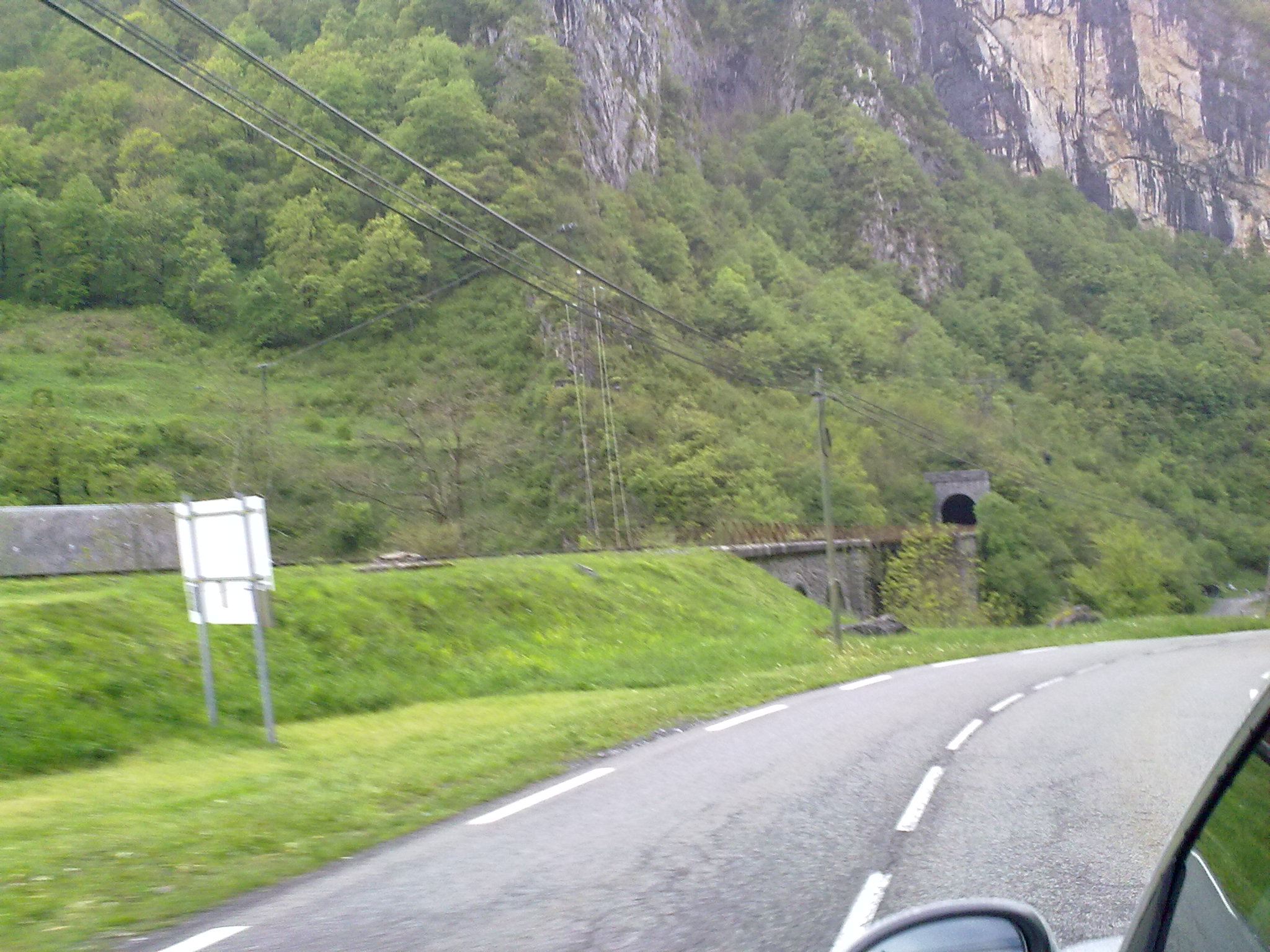
Pont d'Urdós
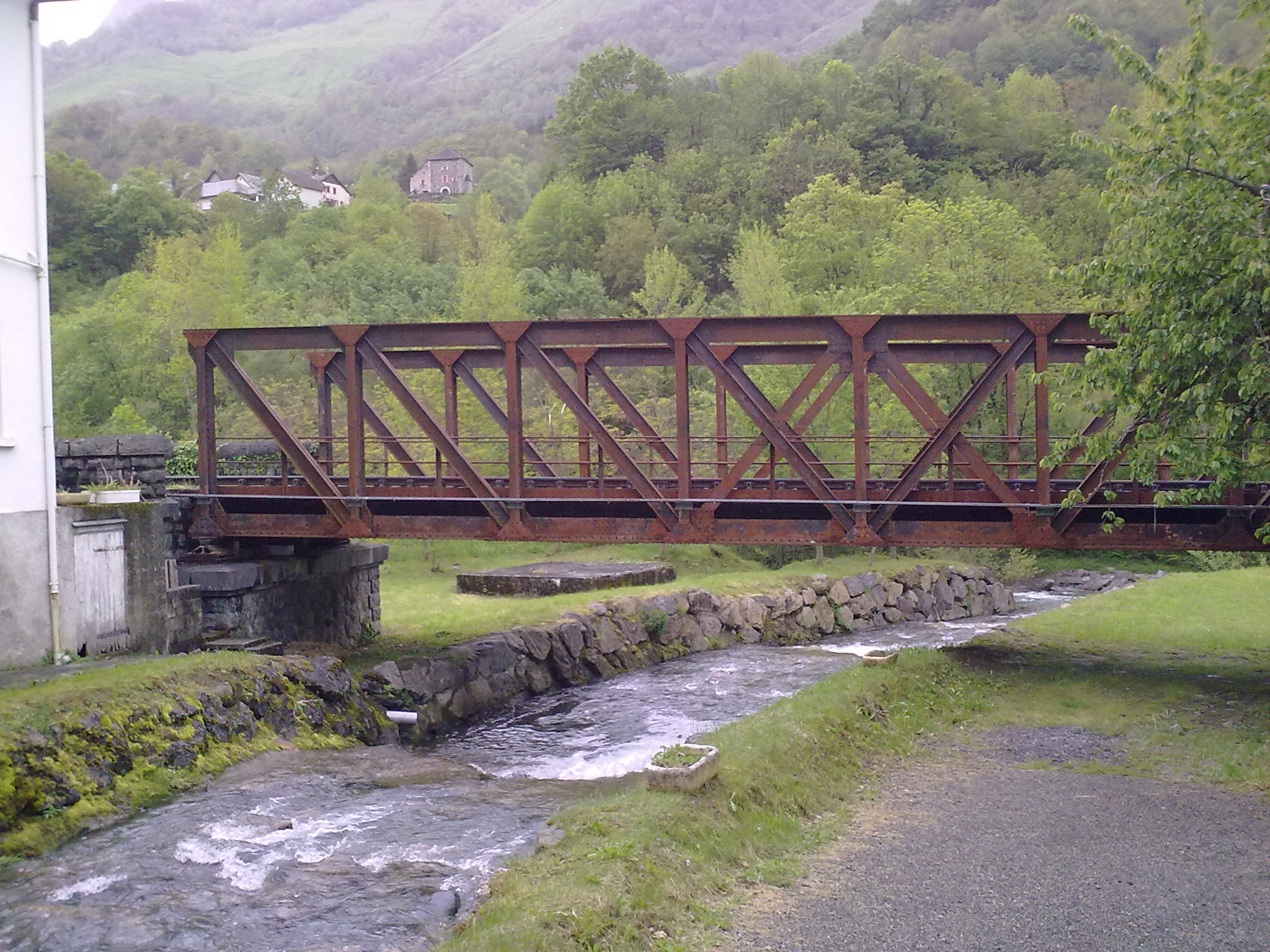
Pont d'Etsaut
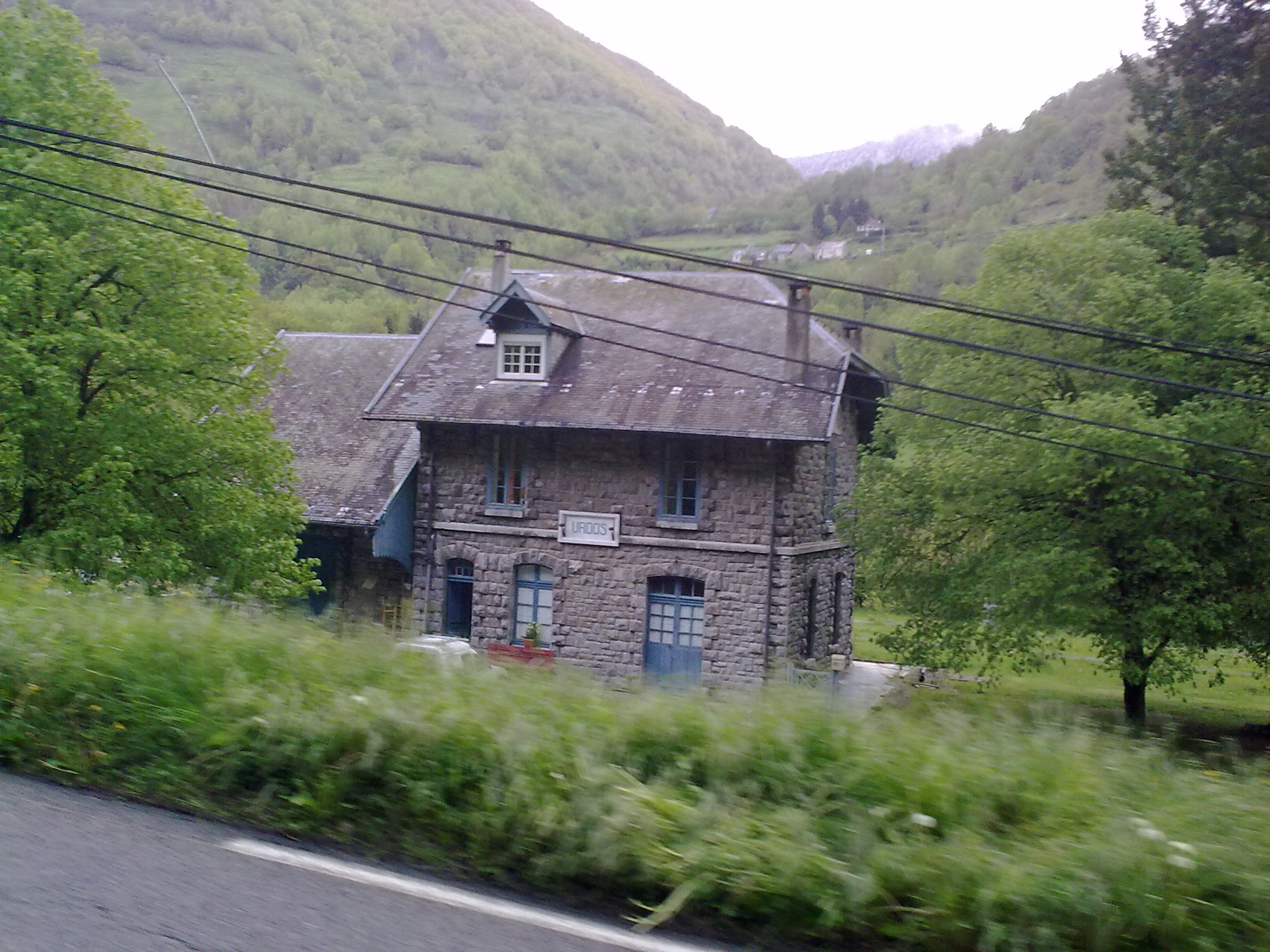
Estació d'Urdós
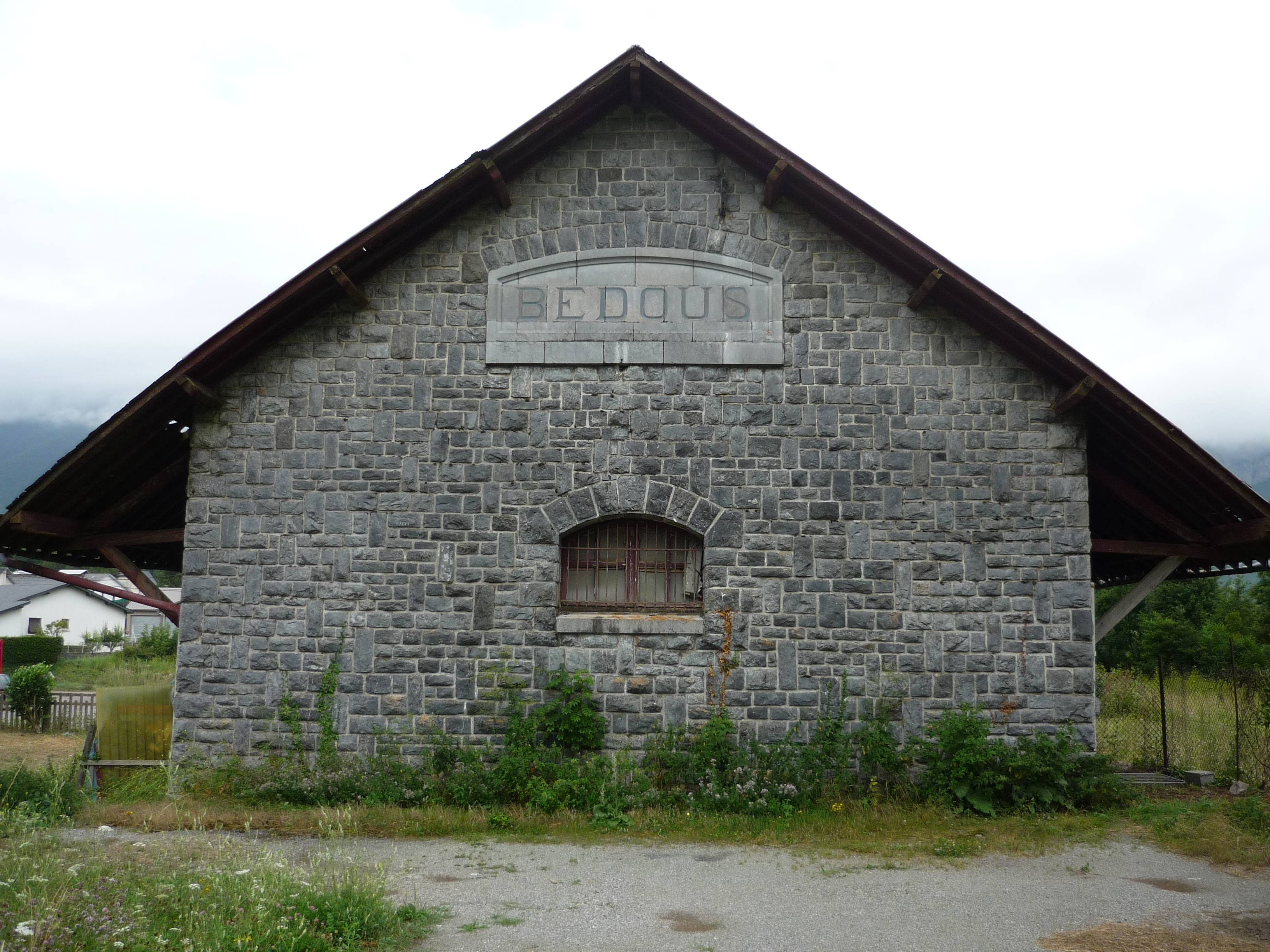
Costat nord de l'estació de Bedós